# Lebensläufe zwischen Elbe und Weser
Lebensläufe zwischen Elbe und Weser ist laut seinem Untertitel ein biographisches Lexikon mit Lebensläufen von Persönlichkeiten aus dem Raum zwischen den Flüssen Elbe und Weser in Norddeutschland. Das mehrbändige Werk erschien im Auftrag des Landschaftsverbandes der Ehemaligen Herzogtümer Bremen und Verden. Herausgeber des ersten, 2001 erschienenen Bandes waren Brage bei der Wieden und Jan Lokers; den zweiten Band gaben Jan Lokers und Heike Schlichting 2010 heraus. Mit dem dritten, von Heike Schlichting herausgegebenen Band zeichnet das Nachschlagewerk insgesamt 304 Lebensläufe von Persönlichkeiten aus verschiedenen Epochen vom Mittelalter bis zur Gegenwart nach, „die in den Bereichen Verwaltung, Politik, Kirche, Adel, bildende Kunst, Musik, Literatur, Naturwissenschaft und Handwerk in der Region Bedeutung erlangt haben.“ Darunter sind 19 Frauenbiografien, die zeitlich älteste ist über Emma von Lesum.
Das mehr als 1000-seitige Gesamtwerk erschien als Sammelband 2019 unter der ISBN 978-3-931879-74-7. Band 3 enthält auf S. 363 bis 370 ein Gesamtregister, die Erschließung über Berufe oder Epochen fehlt.